# Рыбин, Пётр Антонович
Пётр Рыбин (Рывкин; Зонов; Рыбин-Зонов; ? — марта 1921) — анархист, профсоюзный деятель России, США, Украины, участник махновского движения, был членом СРПУ(м).

## Биография
Родился в 1885 году Российской империи Орловской губернии в городе Елец, его родители были рабочими. В городе Елец закончил приходское а потом ремесленное училище. Также он продолжал обучение в США. До революции работал металлистом. Принимал участие в первой российской революции 1905—1907 годов. В 1906 году был арестован.

### В США
В 1907 эмигрировал в США. Первым городом, в который он прибыл, был Ном. В США Рыбин стал активистом анархо-синдикалистского «Союза русских рабочих в США и Канаде». Был лидером отдела этой организации в Питтсбурге, членом редакции газеты «Восточная Заря». До 1912 года жил в Сиэтле, в этом же городе он учился. В США жил под фамилией Зонов.

### На Украине
В марте 1917 приехал на Украину устроился рабочим на завода «Шодуар» в городе Екатеринославе. Был активным участник анархо-синдикалистского и профсоюзного движения в Екатеринославе. Екатеринослав он выбрал из за близости к Донбассу в котором в начале революции оседали многие анархо-синдикалисты. На допросах ЧК в 1921 года он называл себя патриотом Донбасса, мотивируя этим своё активное участие в сопротивлении деникинской оккупации. Лидер рабочей группы анархистов на «Шодуаре». С июля 1917 года был членом правления Союза рабочих-металлистов Екатеринослава. В декабре 1917 участвовал во Всеукраинской конференции фабзавкомов и профсоюзов, по докладу Рыбина был принят план объединения промышленности в масштабах всей Украины и проект восстановления транспортных связей. По предложению большевиков, остался работать в Харькове — был членом областного бюро Союза металлистов и работал товарищем (заместителем) председателя Совета народного хозяйства Советской Украины.
В начале 1918 года Рыбин вошёл в состав Бюро анархистов Донецкого бассейна, избранного 1 февраля 1918 на конференции анархистов Донбасса в Екатеринославе. В составе Бюро Рыбин контактировал с будущими участниками махновского движения — М. Черняком, И. Кабасем (Тарасюком). Тогда же познакомился с П. Аршиновым, который редактировал печатный орган анархистского объединения Донбасса газету «Голос анархиста».
Во время наступления частей Армии УНР и австро-немецких войск весной 1918 году вместе с областным бюро металлистов эвакуировался в Таганрог. В июле 1918 года вернулся на Украину в Харьков вместе с областным бюро металлистов.
Летом 1919 года когда на Украину наступала Добровольческая армия Рыбин в Харькове организовал 20 тысяч рабочих с которыми отправился на фронт в состав 3-й армии РККА. Но через два дня, получив ранение, Рыбин вернулся в Харьков где встретил Добровольческую армию.
Во время оккупации Харькова добровольцами организовал несколько забастовок металлистов, был членом краевого бюро Союза рабочих-металлистов Юга России.
В 1919—1920 находился на ответственной хозяйственной работе в Харькове, — в Союзе Металлистов и в других центральных промышленных организациях. В течение 1920 он успел побывать: инструктором Областного союза рабочих потребительских обществ Донецкого бассейна, инструктором Южного Бюро ЦК Всероссийского союза рабочих и служащих химической промышленности, ответственным сотрудником отдела организации производства ЦК Всероссийского союза рабочих металлистов, инструктором Южного Бюро Всероссийского центрального совета профессиональных союзов, он все острее осознаёт бессмысленность всего, что он делает.
В письме своей любимой Павлины Данилиной от 22 сентября 1920 года он писал:
```
Я хочу жить, работать для людей, я старался делать людям добро, а теперь — теперь, что я делаю? ... Вокруг грязь, мерзость, и это все топчет хорошее и прекрасное в жизни. Нужно работать! Нужно спасать положение российского трудового народа, а я — я сижу и ничего не делаю...
```

Летом 1920, убедившись в антирабочем характере советской власти, прекратил сотрудничество с большевиками и вновь стал анархистом. Про это Аршинов писал:
```
Летом 1920 он приходит к выводу, что работать с большевиками абсолютно невозможно, поскольку большевизм весь свой фронт повернул против рабочих и крестьян... Он пришёл к выводу о невозможности честно служить рабочему классу в условиях коммунистической диктатуры.
```

В сентябре 1920 года Виктор Белаш позвонил Петру и предложил работу в РПАУ, об этом в письме Рыбин говорил:
```
Хочется жить, хочется делать для общества хорошее и полезное, но нет сил, нет энергии. Хочется установить равновесие и взяться за дело, которое предлагают. Но нет сил, нет надежды, что я выполню исправно то дело, которую мне дают и доверяют.
```

8 октября Рыбин выехал из Харькова, 11 октября прибыл в Изюм где присоединился к РПАУ. 15 октября вместе с РПАУ Рыбин отправился на фронт об этом он писал:
```
Сегодня наша армия двинулась на фронт. Все это напоминает большое передвижения народов. Конница мчится, тачанки с пулемётами и солдатами несутся, запряжённые тройками-четвёрками. Вокруг весёлый шум и звуки гармоники.
```

```
Среди махновцев царит невежество, тьма, доходит до зверства. Я решил посвятить себя для культурной работы и приступил к изданию газеты.
```

```
Третий день нахожусь в отряде Махно. Жизнь махновцев бурлит и напоминает русскую вольницу и Запорожскую Сечь. Много интересного и привлекательного в жизни (...) Многие и очень многие интересного в отрядах Махно, а главное — есть интересные типы махновцев и их молодецкая отвага.
```

20 октября 1920 года Рыбин прибыл в Гуляй-Поле. Вошёл в Гуляй-Польский Союз Анархистов. Избран членом Совета революционных повстанцев (СРП) Революционной Повстанческой Армии Украины (РПАУ). Организовал курсы пропагандистов, где занималось около 170 командиров и бойцов РПАУ. 28.10.1920 как член СРП утвердил Директивы Совета для уполномоченных по организации новых махновских отрядов и частей. 11 ноября избран секретарём СРП РПАУ. На заседании СРП 15 ноября настаивал — в интересах анархического строительства — на необходимости готовиться к вооружённой обороне Гуляй-Польского района от возможного удара со стороны Красной армии. С 27 ноября 1920 участвовал в рейдах махновцев и в их вооружённой борьбе против красных.
24 января 1921 года в городе Короча, Курской губернии с согласия СРПУ выехал в Харьков для подпольной работы. Прибыв в Харьков, Рыбин отправился к своей любимой Данилиной которая сообщила об прибытии Петра в ЧК.
24 февраля 1921 «тройкой» Особого Отдела Харьковского военного округа в составе Данишевского, Грундман и Добродицького по докладу последнего Рыбин был пригворен к расстрелу. В выписке из протокола заседания тройки указано также, что вынесенный приговор был исполнен.
.